# Les Aspres
Les Aspres é uma comuna francesa na região administrativa da Normandia, no departamento Orne. Estende-se por uma área de 22,96 km². Em 2010 a comuna tinha 638 habitantes (densidade: 27,5 hab./km²).